# Marcel Beima
Marcel Beima, född 25 oktober 1983 i Leeuwarden,  är en nederländsk tävlingscyklist. 
Marcel Beima slutade tvåa i Ronde van Midden-Nederland 2002 och han påbörjade året därpå sin karriär hos det nederländska stallet Löwik-Meubelen-Tegeltoko. Han slutade tvåa på Omloop van de Alblasserwaard 2004 och slutade på en tredje plats i ett mindre linjelopp i Nijverdal, en tävling som Sebastian Langeveld vann.
Från 2006 till 2007 tävlade han för Continental-stallet Procom-Van Hemert, under 2007 kallat Time-Van Hemert. Under säsongen 2007 lyckades han vinna två tävlingar: Friesche Wouden Klassiker och den tyska endagstävlingen Rund um Düren. Under säsongen 2007 slutade han tvåa på etapp 2 av den norska tävlingen Ringerike GP bakom Edvald Boasson Hagen. Marcel Beima tog också silvermedaljen i nationsmästerskapens linjelopp för cyklister utan proffskontrakt bakom Martijn Maaskant. En säsong tidigare slutade han på tredje platsen under Tour de Namurs andra etapp bakom Gianni Meersman och Greg Van Avermaet. Marcel Beima slutade tvåa på etapp 1 av Volta Ciclista Provincia Tarragona 2006.
Under de sista månaderna av 2007 fick Beima pröva på att vara professionell i T-Mobile Team som "stagiaire", men det tyska proffslaget gav honom inte fortsatt förtroende. I stället skrev han på kontrakt med det nederländska stallet Rabobank Continental Team inför säsongen 2008. Under säsongen 2008 vann Marcel Beima etapp 3 av Volta Ciclista Internacional a Lleida. Tillsammans med lagkamraterna Tejay Van Garderen, Lars Boom, Joeri Adams, Thomas Rabou och Boy van Poppel vann Marcel Beima även etapp 5a av Volta Ciclista Internacional a Lleida. I nationsmästerskapens lagtempolopp slutade han tvåa tillsammans med Boy van Poppel, Stef Clement, Sierk-Jan de Haan, Jeroen Boelen och Roy Curvers.
När säsongen 2009 närmade sig skrev nederländaren på ett kontrakt med Krolstone Continental Team. Under säsongen 2009 vann han PWZ Zuidenveld Tour.

## Meriter
2002
- 2:a, Ronde van Midden-Nederland

2004
- 2:a, Omloop van de Alblasserwaard
- 3:a, Nijverdal

2006
- 2:a, etapp 1, Volta Ciclista Provincia Tarragona
- 3:a, etapp 2, Tour de Namur

2007
- Rund um Düren
- Friesche Wouden Klassieker
- 2:a, etapp 2, Ringerike GP
- 2:a,  Nederländerna nationsmästerskapen, utan kontrakt - linjelopp

2008
- Etapp 3, Volta Ciclista Internacional a Lleida
- Etapp 5a, Volta Ciclista Internacional a Lleida
- 2:a,  Nederländerna nationsmästerskapen - lagtempolopp

2009
- PWZ Zuidenveld Tour

## Stall
- 2003 - 2004 Löwik Meubelen-Tegeltoko
- 2005 Löwik Meubelen-Van Losser
- 2006 Procomm-Van Hemert
- 2007 Time-Van Hemert
- 2007 T-Mobile Team (Stagiaire)
- 2008 Rabobank Continental
- Krolstone Continental Team